# سارة ميخائيل
سارة ميخائيل (بالإنجليزية: Sarah Michael)‏ (و. 1990  م) هي لاعبة كرة قدم، من نيجيريا، ولدت في إيبادان، شاركت في الألعاب الأولمبية الصيفية 2008، تلعب كمُهَاجِمَة.

## روابط خارجية
- سارة ميخائيل على موقع الاتحاد الدولي (مؤرشف)  (الإنجليزية)
- سارة ميخائيل على موقع الاتحاد الأوربي (الإنجليزية)
- سارة ميخائيل على موقع اتحاد السويد (السويدية)
- سارة ميخائيل على موقع قاعدة بيانات كرة القدم.إي يو (الإنجليزية)
- سارة ميخائيل على موقع Soccerway.com (الإنجليزية)
- سارة ميخائيل على موقع عالم كرة القدم.نت (الإنجليزية)
- سارة ميخائيل على موقع اللجنة الأولمبية الدولية (الإنجليزية)
- سارة ميخائيل على موقع أوليمبيديا (الإنجليزية)